# Giuse Cam Tuấn Khưu

Phù hiệu GM Giuse Cam Tuấn Khưu

Giuse Cam Tuấn Khưu (tiếng Trung: 甘俊邱, Joseph Gan Jun-qiu; sinh 1964), hay Cam Tuấn Khâu, là một giám mục người Trung Quốc của Giáo hội Công giáo Rôma. Ông hiện đang giữ chức vụ Tổng giám mục chính tòa Tổng giáo phận Quảng Châu. Ông cũng đồng thời giữ chức Phó chủ tịch Hội Công giáo Yêu nước, kiêm Phó thư ký Ủy ban Giáo vụ tỉnh Quảng Đông, Giám mục Quảng Châu.

## Tiểu sử
Giuse Cam Tuấn Khưu sinh vào tháng 4 năm 1964, người huyện Yết Tây, tỉnh Quảng Đông (Trung Quốc). Ngày 19 tháng 5 năm 1991, Phó tế Cam Tuấn Khưu được phong chức linh mục.
Tháng 10 năm 2006, ông được Hội Công giáo Yêu nước Trung Quốc đề cử vào chức Giám mục Quảng Châu. Ngày 4 tháng 12 năm 2007, được sự chấp thuận của Tòa Thánh, ông được tấn phong giám mục, được bổ nhiệm làm Tổng giám mục Quảng Châu. Khẩu hiệu giám mục của ông là "Noli timere, tantummodo crede" (Đừng sợ, mà hãy tin).
Giám mục Giuse Cam Tuấn Khưu từng có thời gian du học ở nước ngoài, tư tưởng phóng khoáng. Ông đã có nhiều nỗ lực nhằm cải thiện quan hệ giữ chính quyền Trung Quốc với Tòa Thánh cũng như các quốc gia có cộng đồng Công giáo lớn. Ngày 4 tháng 2 năm 2012, Thủ tướng Đức Angela Merkel trong chuyến công du sang Trung Quốc, đã có chuyến tham quan Tổng giáo phận Quảng Châu và được Giám mục Giuse Cam Tuấn Khưu tiếp đón.